# Akademiska högtider och traditioner
Det finns främst två högtider inom universitetssfären.
Promotion, eller doktorspromotion, av latinets promovere, "föra fram", eller "skjuta fram", är den ceremoni där ett universitet eller en högskola med vetenskapsområde ger sina nya doktorer eller promovendi de yttre tecknen på doktorsvärdighet. Promotionen är den viktigaste och mest traditionsomgärdade av de akademiska ceremonierna. Vid Stockholms universitet förekommer även magisterpromotion.

## Professorinstallation
Professorinstallation är att högtidligen insätta personen i sitt ämbete. Det skall inte förväxlas med att en professor tillförordnas, då detta sker före installationen. Historiskt har i kyrkliga sammanhang, och därmed inom universitetsvärlden, funnits två invigningsformer. Intronisationen var den akt varmed biskopen tog sin biskopsstol (thronus, cathedra) i besittning, medan installationen var det högtidliga tillfället då en domkapitelsmedlem fördes in i koret och fick inta sin plats i en korstol (stallum). Även rektorsinstallation förekommer.